# Vlag van Amazonas (Colombia)

Vlag van Amazonas (ratio 13:21)

De vlag van Amazonas bestaat uit drie horizontale banen in de kleurencombinatie groen-geel-wit, met in de groene baan een zwarte afbeelding van een indiaan met een boog en van een jaguar; in de gele baan staat een zwarte vijfpuntige ster. De drie banen worden van elkaar gescheiden door zwarte lijnen.
De zwarte ster symboliseert de hoofdstad van Amazonas, Leticia. De jaguar en de indiaan verwijzen naar het Amazoneregenwoud dat het thuis is van veel indianen en waarin een enorme dierenrijkdom is. Opmerkelijk is dat sommige bronnen in de jaguar een tijger zien, terwijl de tijger van nature niet in Zuid-Amerika voorkomt.
De vlag is in gebruik sinds 21 augustus 1974.